# Klaviersonate (Barber)
Die Klaviersonate op. 26 in es-Moll gilt als das bedeutendste Klavierwerk von Samuel Barber und ist seine einzige Klaviersonate. Sie hat eine Gesamtdauer von etwa 20 Minuten und wurde am 9. Dezember 1949 von Vladimir Horowitz uraufgeführt.

## Analyse
Typisch für Barber ist an dieser Sonate in vielerlei Hinsicht ein Versuch der Integration von Tradition und Avantgarde erkennbar: Sie ist traditionell viersätzig aufgebaut, allerdings mit starken Abweichungen in der Form der einzelnen Sätze. Sie ist von einer höchst freitonalen Tonsprache geprägt, größtenteils sind Tonarten bestimmbar, teilweise trotz der Verwendung von Zwölftonreihen. Jeder Satz hat seine Haupttaktart, aber auch viele ungewöhnliche Taktwechsel.

### Allegro energico
Der erste Satz im 4/4-Takt folgt einer Sonatenhauptsatzform im weiteren Sinne. Das Hauptthema steht in es-Moll und ist geprägt vom punktierten Rhythmus und einem kleinen Sekundschritt abwärts. Das Seitenthema steht in einem etwas unsicheren c-Moll, der Mollparallele der Dur-Variante von es-Moll und wird begleitet von einem Zwölftonostinato aus Achtelsextolen. Nach dem Seitenkomplex ist eine Durchführung eingeschoben, die länger ist als die spätere Durchführung zwischen Exposition und Reprise. Danach folgt eine Schlussgruppe, in der das c-Moll des Seitenthemas deutlich bestätigt wird. Diese geht in eine kurze, bewegtere Durchführung im 3/8-Takt über, die direkt in die gewaltige Reprise des Hauptthemas hineinmündet. Die Reprise verläuft sehr ähnlich wie die Exposition, mit dem Unterschied, dass es-Moll nicht mehr verlassen wird und die Durchführung wegfällt. Die Schlussgruppe wird noch verlängert durch eine kurze Coda, in der verschiedene Motive von vorher über einem Viertel-Ostinato noch einmal erscheinen. Der Satz endet mit einem kurzen letzten Aufbäumen des Hauptmotivs im Fortissimo.

### Allegro vivace e leggero
Der zweite Satz im schnellen 6/8-Takt steht in G-Dur und nimmt die Rolle eines Scherzos ein. Er ist zeitlich mit Abstand der kürzeste Satz und hat einen wesentlich leichteren Charakter als der Rest der Sonate. Der A-Teil ist von durchgehenden Achtelbewegungen geprägt, ein B-Teil in C-Dur schlägt ein Walzermetrum an, das aber immer wieder durch eingeschobene 4/4-Takte zerstört wird. Mit einem letzten Arpeggio verschwindet der Satz im Diskant.

### Adagio mesto
Der dritte Satz steht ebenfalls im 6/8-Takt, ist aber nach Barbers Metronomangaben etwa zehnmal langsamer als der zweite. Ihn durchzieht als Grundbaustein eine aus vier übermäßigen Dreiklängen zusammengesetzte Zwölftonreihe. Die Tonart ist schwer zu bestimmen, jedenfalls endet er aber auf h-Moll.

### Allegro con spirito
Den Schlusssatz bildet eine höchst virtuose Fuge. Hier bedient sich Barber vieler kontrapunktischer Techniken, darunter Umkehrung, doppelter und vierfacher Augmentation sowie Engführung, die er gegen Ende des Satzes mit zwölf um nur eine Achtel verschobenen Einsätzen auf die Spitze treibt.